# Prąd piorunowy
Prąd piorunowy – prąd płynący w punkcie uderzenia piorunu.
Prąd piorunowy charakteryzuje się dużą stromością narastania, przeciętnie wynosi 20–30 kA/μs, ale może też dochodzić do wartości 200 kA/μs. Oddziałuje on na części czynne budynku i może w nich indukować wysokie napięcie.